# پدر هم‌خون
پدر هم‌خون ( به زبان انگلیسی :  Blood Father ) نام یک فیلم سینمایی در ژانر اکشن و مهیج محصول مشترک فرانسه و آمریکا به کارگردانی ژان فرانسوا ریشه و نویسندگی پیتر کریگ که در سال ۲۰۱۶ اکران شده است. هنرپیشگان این فیلم مل گیبسون، ارین موریارتی، الیزابت رم و ویلیام اچ میسی هستند.

## داستان
مردی سابقه‌دار دوباره به دختر ۱۶ سالهٔ جدامانده و سرکشش می‌پیوندد تا او را از دست موادفروش‌هایی که می‌خواهند او را بکشند، نجات دهد.

## بازیگران
- مل گیبسون در نقش جان لینک، یک سابقه‌دار آمریکایی
- ویلیام اچ میسی در نقش حامی لینک
- الیزابت رم در نقش همسر لینک، اورسلا
- ارین موریارتی در نقش دختر لینک
- دیل دیکی در نقش چرسی
- مایکل پارکس